# Leptoscopus macropygus
Leptoscopus macropygus és una espècie de peix de la família dels leptoscòpids i l'única del gènere Leptoscopus.

## Etimologia
Leptoscopus prové dels mots grecs leptos (prim) i skopeo (mirar, contemplar).

## Descripció
Fa 17 cm de llargària màxima.

## Reproducció
Els ous són pelàgics i no enganxosos.

## Alimentació
El seu nivell tròfic és de 3,28.

## Hàbitat i distribució geogràfica
És un peix marí, demersal i de clima subtropical, el qual viu al Pacífic sud-occidental: Nova Zelanda.

## Observacions
És inofensiu per als humans i el seu índex de vulnerabilitat és baix (10 de 100).